# Clopidogrel
Clopidogrelul (comercializat sub denumirea de Plavix, printre altele) este un medicament derivat de tieno-piridină utilizat ca antiagregant plachetar în boala arterială coronariană, boala arterială periferică și pentru prevenirea infarctului miocardic și a accidentului vascular cerebral. Calea de administrare disponibilă este cea orală. Se află pe lista medicamentelor esențiale ale Organizației Mondiale a Sănătății.